# Cal Monjo (Granollers)
Cal Monjo és un habitatge de Granollers (Vallès Oriental) protegit com a bé cultural d'interès local.

## Descripció
Es tracta d'un edifici entre mitgeres de planta baixa i dues plantes pis amb coberta de teula àrab a dos vessants, acabada amb una imbricació ceràmica. La façana és plana, composta per dos eixos, amb buits de proporcions verticals. Destaca una finestra d'arc conopial lobulat sostingut per dos àngels a les impostes. A la part superior té un guardapols recte.